# Élections législatives de 1932 dans la 2e circonscription de Dunkerque
Les élections législatives françaises de 1932 dans la 2e circonscription de Dunkerque se déroulent les 1er et 8 mai 1932.

## Circonscription
La 2e circonscription de Dunkerque était composée en 1932 des cantons de Bergues, Bourbourg, d'Hondschoote et Wormhout.

## Contexte
Charles Bergerot député sortant et Maire d' Esquelbecq décide de ne pas se réprésenté, André Parmentier (Fédération républicaine) se présente dans cette circonscription. Face à lui Robert Dejonghe Conseiller général du canton de Wormhout (Républicains indépendants), Paul Machy (SFIO) Futur    maire de Rosendaël et Conseiller général du canton de Dunkerque-Est, Paul Wemaere Maire d'Armbouts-Cappel et Conseiller général du canton de Bergues (Républicain de gauche), M. Lefever maire de Pitgam, (URD dissident) et Léonce Bollengier (PCF).

## Résultats[1]
- Député sortant : Charles Bergerot (URD)

| Candidat       | Candidat          | Parti                     | Premier tour | Premier tour | Second tour | Second tour |
| Candidat       | Candidat          | Parti                     | Voix         | %            | Voix        | %           |
| -------------- | ----------------- | ------------------------- | ------------ | ------------ | ----------- | ----------- |
|                | André Parmentier  | FR                        | 4 537        | 35,50        | 6 274       | 49,26       |
|                | Robert Dejonghe   | Républicains indépendants | 3 093        | 24,20        | 5 673       | 44,51       |
|                | Paul Machy        | SFIO                      | 1 297        | 10,14        |             |             |
|                | Paul Wemaere      | Républicains de gauche    | 2 884        | 22,56        |             |             |
|                | Léonce Bollengier | PCF                       | 202          | 1,58         |             |             |
|                | M. Lefever        | URD dissident             | 614          | 4,20         | 619         | 4,85        |
|                |                   |                           |              |              |             |             |
| Inscrits       | Inscrits          | Inscrits                  | 14 249       | 100,00       | 14 245      | 100,00      |
| Abstentions    | Abstentions       | Abstentions               |              |              | 1 500       | 10,53       |
| Votants        | Votants           | Votants                   | 12 779       | 89,68        | 12 745      | 89,46       |
| Blancs et nuls |                   |                           |              |              |             |             |
| Exprimés       |                   |                           |              |              |             |             |
|                |                   |                           |              |              |             |             |